# Fort Quesnard
Fort Quesnard ist die Ruine eines viktorianischen Forts an der Nordostspitze der Kanalinsel Alderney. Es gehört zu den Eastern Forts und wurde in den 1850er-Jahren angelegt.
Das Fort war mit 7 Kanonen ausgestattet und mit 55 Mann besetzt.